# Шеймов, Виктор Иванович
Ви́ктор Ива́нович Ше́ймов (9 мая 1946, Москва — 18 октября 2019, Виенна, штат Виргиния, США) — бывший майор КГБ СССР, сотрудник 3 отдела Управления «А» 8 ГУ КГБ СССР. В 1980 году бежал в США.

## Биография

### Ранние годы
Отец — полковник Советской армии, мать — врач-стоматолог.
Учился в средней школе № 45 города Москва.
После её окончания — в Московском высшем техническом училище им. Баумана (МВТУ), которое окончил в 1971 году по специальности «Конструктор космической техники».
После окончания МВТУ некоторое время работал в одном из закрытых московских научно-исследовательских институтов, участвуя в работах по созданию ракетных систем наведения.

### Служба в КГБ
С 1971 года являлся сотрудником 8-го Главного управления КГБ СССР (управление, курировавшее вопросы связи, криптографии и шифровальной службы). Являлся специалистом по обслуживанию технических систем защиты информации в советских посольствах за границей и в зарубежных резидентурах КГБ СССР.

### Побег из СССР
По имеющимся в открытых публикациях данным, в 1979 году в Варшаве инициативно вступил в контакт с сотрудниками ЦРУ, получил псевдоним «Сапфир» («Sapphire»).
Зимой 1979/1980 года Шеймов встречался в открытом бассейне «Москва» с сотрудником посольства США в Москве. Во время переговоров потребовал вывезти его с семьёй в США, предоставить гражданство и выплатить 1 млн долларов США. Полностью информацию, которой располагал, Шеймов обещал передать только после выполнения указанных условий.
16 мая 1980 года сотрудники ЦРУ провели операцию, в результате которой удалось благополучно вывезти самого Шеймова, его жену Ольгу и их пятилетнюю дочь Елену прямо из Москвы. Операцию решено было проводить в пятницу — на работе не хватятся до понедельника. Чтобы сбить с толку возможных преследователей, жена приобрела билеты на поезд Москва-Ужгород, а Виктор предупредил начальство, что уезжает на дачу к приятелю, где отсутствует телефонная связь. Семью Шеймовых тайно переправили в здание посольства США, Шеймова загримировали, переодели в форму военного пилота и доставили на аэродром как второго пилота — члена экипажа самолёта ВВС США C-130. Сюда же к самолёту подвезли и небольшие посольские контейнеры, которые досмотру не подлежали, в которых находились жена и усыплённая дочь Шеймова. В пятницу 16 мая в 22 часа 30 минут из аэропорта Внуково стартовал военно-транспортный самолёт НАТО, накануне прибывший в Москву, чтобы забрать из американского посольства несколько тонн отработавшей свой ресурс электронной аппаратуры.
Сведениями Шеймова американцы воспользовались уже через две недели. Под Москвой было установлено устройство для перехвата закрытой информации, которую передавали по кабелю связи. В течение последующих пяти лет переписка с зарубежными резидентурами КГБ СССР читалась американцами как открытый текст. Только в 1985 году устройство было обнаружено и обезврежено.
Долгое время считалось, что семья Шеймовых пропала без вести, став жертвой нераскрытого преступления (см. убийство на «Ждановской»). Информация о том, что они могут находиться в США, просочилась в КГБ лишь в 1985 году, а достоверное подтверждение этого факта Москва получила лишь в 1988 году благодаря информации, полученной от сотрудничавшего с КГБ сотрудника ФБР США Роберта Ханссена (Robert Hanssen). Информация о Шеймове в печати США стала появляться лишь после 1990 года. Операцию по вывозу Шеймова и его семьи из СССР подготовил сотрудник ЦРУ Дэвид Ролф (David Rolph), в дальнейшем возглавивший работу ЦРУ в посольстве США в Москве.

### Иск к ЦРУ
В 2000 году В. И. Шеймов обратился с беспрецедентным судебным иском к ЦРУ в связи с тем, что сумма его вознаграждения, обещанная ему во время вербовки в размере одного миллиона американских долларов, так и не была ему выплачена. По его словам, вознаграждение выплачивалось ему частями и суммарно не превысило 200 тысяч американских долларов. В то же время он в течение долгого времени получал бесплатный дом для проживания своей семьи, автомашину и оплачиваемое обучение для себя и своей семьи. Шеймов выиграл судебный процесс, сумма полученного им в результате вознаграждения не была разглашена.

### Работа на АНБ США
В течение последующих после побега 15 лет (1980—1995) Виктор Шеймов сотрудничал с Агентством национальной безопасности США.
В 1999 году совместно с бывшим директором ЦРУ Джеймсом Вулси (R. James Woolsey) и бывшим резидентом ЦРУ в Москве Дэвидом Ролфом организовали совместную компанию «Invicta Networks», специализирующуюся на технических вопросах безопасности передачи информации.
В конце 1980-х годов Шеймов сделал ряд заявлений о том, что к покушению на Иоанна Павла II якобы было причастно КГБ.
В начале 1990-х годов в Соединенные Штаты к Шеймову переехали его родители и сестра. Скончался 18 октября 2019 года в своём доме в штате Виргиния.